# Hr. Ms. Karel Doorman (R81)
Hr. Ms. Karel Doorman (R-81) byla lehká letadlová loď Nizozemského královského námořnictva, která sloužila Nizozemsku v letech 1948 až 1968. Původně britská HMS Venerable patřila do třídy Colossus, než byla roku 1948 prodána Nizozemcům. V roce 1968 byla prodána Argentině, kde sloužila jako ARA Veinticinco de Mayo až do 90. let 20. století.

## Historie
Loď byla postavena v britské loděnici Cammel Laird, která postavila např. moderní letadlové lodě třídy Queen Elizabeth. Loď pod jménem Venerable dne 27. listopadu 1944 vstoupila do služby u Royal Navy, ovšem zde nevydržela ani 3 roky ve službě a byla vyřazena. Následně byla roku 1948 prodána Nizozemsku, kde se stala historicky první letadlovou lodí vlastněnou Nizozemským královským námořnictvem. Loď zde dostala jméno po kontradmirálovi Karlu Doormanovi a ve službě byla bezmála 20 let. Nizozemci loď prodali do Argentiny, kde loď sloužila více než 30 let. Loď za dobu své existence vystřídala postupně 3 námořnictva a ve službě byla přes 50 let, což z ní dělá jednu z nejdéle sloužících letadlových lodí na světě.

## Výzbroj
Karel Doorman byla vyzbrojena pouze protiletadlovými kanóny Bofors ráže 40 mm. Celkem se na loď vešlo přibližně 20 letadel a vrtulníků jako Hawker Sea Hawk, Grumman S-2 Tracker nebo Sikorsky H-34.